# Nothomastix pronaxalis
Nothomastix pronaxalis is een vlinder uit de familie van de grasmotten (Crambidae), uit de onderfamilie van de Spilomelinae. De wetenschappelijke naam van deze soort is voor het eerst voorgesteld als Botys pronaxalis door Francis Walker in een publicatie uit 1859.
De soort komt voor in Sri Lanka en Maleisië (Sarawak).